# Стерджон-Лейк 154A
Стерджон-Лейк 154A (англ. Sturgeon Lake 154A) — індіанська резервація в Канаді, у провінції Альберта, у межах муніципального району Ґрінв'ю № 16.

## Населення
За даними перепису 2016 року, індіанська резервація нараховувала 53 особи, показавши зростання на 120,8%, порівняно з 2011-м роком. Середня густина населення становила 5,9 осіб/км².
З офіційних мов обидвома одночасно не володів жоден з жителів, тільки англійською — 50. Усього 10 осіб вважали рідною мовою не одну з офіційних, з них усі — одну з корінних мов.
Працездатне населення становило 62,5% усього населення, усі були зайняті.

## Клімат
Середня річна температура становить 2,5°C, середня максимальна – 20,4°C, а середня мінімальна – -18,3°C. Середня річна кількість опадів – 501 мм.
| Клімат поселення                              | Клімат поселення | Клімат поселення | Клімат поселення | Клімат поселення | Клімат поселення | Клімат поселення | Клімат поселення | Клімат поселення | Клімат поселення | Клімат поселення | Клімат поселення | Клімат поселення | Клімат поселення |
| Показник                                      | Січ.             | Лют.             | Бер.             | Квіт.            | Трав.            | Черв.            | Лип.             | Серп.            | Вер.             | Жовт.            | Лист.            | Груд.            |                  |
| Середній максимум, °C                         | −6               | −2,51            | 2,41             | 9,84             | 15,44            | 19,47            | 20,37            | 19,53            | 14,67            | 9,29             | −0,09            | −5,19            |                  |
| Середня температура, °C                       | −12,14           | −8,65            | −3,74            | 3,69             | 9,29             | 13,32            | 15,40            | 14,55            | 9,69             | 4,32             | −5,06            | −10,15           |                  |
| Середній мінімум, °C                          | −18,28           | −14,79           | −9,87            | −2,45            | 3,15             | 7,18             | 10,43            | 9,58             | 4,72             | −0,65            | −10,04           | −15,13           |                  |
| Норма опадів, мм                              | 35               | 20               | 21               | 23               | 46               | 80               | 86               | 66               | 45               | 26               | 28               | 25               |                  |
| Середньомісячна швидкість вітру, м/с          | 3.23             | 3.23             | 3.30             | 3.46             | 3.45             | 3.29             | 2.90             | 2.87             | 3.15             | 3.48             | 3.20             | 3.36             |                  |
| Середньомісячна сонячна радіація, кДж/м²·день | 2846             | 6112             | 11385            | 16720            | 20187            | 21800            | 21514            | 17796            | 11779            | 6537             | 3133             | 2014             |                  |
| --------------------------------------------- | ---------------- | ---------------- | ---------------- | ---------------- | ---------------- | ---------------- | ---------------- | ---------------- | ---------------- | ---------------- | ---------------- | ---------------- | ---------------- |
| Джерело:                                      |                  |                  |                  |                  |                  |                  |                  |                  |                  |                  |                  |                  |                  |